# 平岡道弘
平岡 道弘（ひらおか みちひろ）は、江戸時代後期から末期の旗本、大名。安房船形藩主。

## 生涯
旗本大番席の藤沢次和（宮内）の子として甲斐国府中に生まれる。文政3年（1820年）9月、西丸小納戸頭の旗本平岡道忠（越中守、500石）の養子となり、文政5年（1822年）に初めて書院番になった。天保8年（1837年）に家督を継ぎ、嘉永２年（1849年）、12代将軍徳川家慶、13代将軍徳川家定の御側御用取次（2000石）となる。万延元年（1860年）2000石を加増された。南紀派として、信濃上田藩主松平忠固に与して井伊直弼の大老就任を実現させるなどし、他の南紀派が処罰される中、文久2年（1862年）8月24日に若年寄に昇進し、加増され5000石となる。
元治元年（1864年）10月、安房国内で1万石に加増され大名に列した。翌慶応元年（1865年）、安房国平郡船形村御霊に陣屋を起工し、船形藩を立藩した。慶応2年（1866年）11月、火付盗賊改方役宅であった屋敷および1700坪の敷地、隣地の273坪を預地として幕府より下付された。慶応3年（1867年）5月、京都見廻役を命ぜられ、6月には若年寄を辞した。
慶応4年（1868年）2月12日、松平春嶽の意見を容れて、徳川慶喜が江戸城を退去し、上野寛永寺大慈院に移る際に浅野氏祐らと随行した。7月、船形陣屋を未完のまま領地を奉還し、安房上総監察兼知県事柴山文平へと引き渡し、明治2年（1869年）6月23日に静岡藩大参事（家老）となるが、廃藩置県により免職となった。